# 마크 블루커스
마크 블루커스(Marc Blucas, 영어 발음: /ˈbluːkəs/, 1972년 1월 11일 ~ )는 미국의 배우이다.

## 출연 작품

### 영화
- 에디 (1996)
- 플레전트빌 (1998)
- 헌티드 힐 (1999)
- 제이 앤 사일런트 밥 (2001)
- 썸머 캐치 (2001)
- 위 워 솔저스 (2002) - 헨리 헨릭 역
- 뷰 프롬 더 탑 (2003)
- 알라모 (2004)
- 대통령의 딸 (2004)
- 쓰리 (2006)
- 애프터 섹스 (2007)
- 제인 오스틴 북 클럽 (2007)
- 미트 데이브 (2008)
- 데드라인 (2009) - 데이비드 역
- 마더 앤 차일드 (2009) - 스티븐 역
- Stay Cool (2009)
- See Kate Run (2009)
- 나잇 & 데이 (2010) - 로드니 역
- 거친 녀석들: 거침없이 쏴라 (2011) - ATF 스나이퍼 역
- 슬리핑 위드 아더 피플 (2015)
- 브롤 인 셀 블록 99 (2017)
- 루킹 글라스 (2018)
- 치명적 발굴 (2020)

### 텔레비전
- 뱀파이어 해결사 (1999-2000, 2002)
- 하우스 (2007)
- 원:아워 (2008)
- 라이 투 미 (2009)
- 캐슬 (2009)
- 로앤오더: 특수범죄 전담반 (2010)
- 리벤지 (2011)
- 바디 오브 프루프 (2011)
- 네세서리 러프니스 (2011-13) - 매슈 도널리 역 (USA 네트워크)
- 블루 블러드 (2013)
- 스토커 (2014)
- CSI: 과학수사대 (2014)
- 리미트리스 (2015)
- 나르코스: 멕시코 (2020)